# Chayanne es mi nombre
Chayanne es mi nombre es el título del álbum debut de estudio en solitario grabado por el cantante puertorriqueño-estadounidense Chayanne, tras la separación como integrante de la boyband Los Chicos. Fue lanzado al mercado bajo el sello discográfico RCA Ariola el 26 de abril de 1984 [cita requerida].

## Lista de canciones
| Chayanne es mi nombre |                              |                                |          |  |
| N.º                   | Título                       | Escritor(es)                   | Duración |  |
| 1.                    | «Chayanne es mi nombre»      | Honorio Herrero                | 2:28     |  |
| 2.                    | «De dos en dos»              | Honorio Herrero                | 2:43     |  |
| 3.                    | «Chinatown»                  | Luis Gómez-Escolar             | 2:59     |  |
| 4.                    | «Sexy»                       | Honorio Herrero                | 2:32     |  |
| 5.                    | «Un nuevo juego»             | May García · R. Morales        | 3:18     |  |
| 6.                    | «Loco»                       | Honorio Herrero                | 3:06     |  |
| 7.                    | «Chicos malos»               | May García · R. Morales        | 3:34     |  |
| 8.                    | «Una marciana en la avenida» | Luis Gómez-Escolar             | 3:03     |  |
| 9.                    | «Dime dónde voy»             | Honorio Herrero                | 3:21     |  |
| 10.                   | «Estar a tu lado»            | Alberto Parra · May García     | 3:39     |  |
| 11.                   | «...¿Y qué culpa tengo yo?»  | Danilo Vanoa · Honorio Herrero | 3:31     |  |
| 34:32                 |                              |                                |          |  |